# Haageocereus zangalensis
Haageocereus zangalensis ist eine Pflanzenart in der Gattung Haageocereus aus der Familie der Kakteengewächse (Cactaceae). Das Artepitheton verweist auf das Verbreitungsgebiet bei Zangal in der peruanischen Provinz Cajamarca.

## Beschreibung
Haageocereus zangalensis wächst mit von der Basis aus verzweigten, ausgebreiteten, grünen Trieben, die bei Durchmessern von bis zu 6 Zentimeter eine Länge von 1 bis 1,5 Meter erreichen. Es sind zwölf bis 14 Rippen vorhanden, die bis zu 8 Millimeter hoch sind und auf denen sich braun bewollte Areolen befinden. Die zehn bis zwölf kräftigen, nadeligen Mitteldornen sind rötlich braun. Die etwa 17 nadeligen Randdornen weisen eine Länge von 6 bis 8 Millimeter auf.
Über die Blüten und Früchte ist nichts bekannt.

## Verbreitung und Systematik
Haageocereus zangalensis ist in Peru in der Region Cajamarca verbreitet.
Die Erstbeschreibung erfolgte 1981 durch Friedrich Ritter.

## Nachweise